# Ernst Brugger
Ernst Brugger (ur. 10 marca 1914, zm. 20 czerwca 1998) – polityk szwajcarski.
Działacz Partii Wolnych Demokratów, od stycznia 1970 do 31 stycznia 1978 zasiadał w szwajcarskiej Radzie Związkowej (rządzie) jako następca Hansa Schaffnera. Reprezentował w Radzie kanton Zurych i stał na czele departamentu (resortu) spraw gospodarczych. W 1973 był wiceprezydentem, a 1974 prezydentem Szwajcarii.
W lutym 1978 jego miejsce w Radzie Związkowej zajął Fritz Honegger.